# کریس مولین
کریس مولین (انگلیسی: Chris Mullin؛ زاده ۳۰ ژوئیهٔ ۱۹۶۳) یک بازیکن بسکتبال اهل ایالات متحده آمریکا است.